# Венедикт (патриарх Иерусалимский)
Патриа́рх Венеди́кт (греч. Πατριάρχης Βενέδικτος; в миру Васи́лиос Пападо́пулос, греч. Βασίλειος Παπαδόπουλος; 1892, Чеснейри, Османская империя — 9 декабря 1980, Иерусалим) — епископ Иерусалимской православной церкви, Патриарх града Иерусалима и всея Палестины (1957—1980).

## Биография
Родился в никомидийской деревне Чеснейро близ города Прусса в Османской империи в греческой семье. Получил начальное образование в городе Пруссе (ныне Бурса, Турция).
8 декабря 1906 году семья Пападопулосов переехала в Иерусалим.
В 14 лет поступил в Иерусалимскую семинарию Святого Креста, которую закончил в 1914 году.
23 сентября 1914 года назначен секретарём Патриаршей канцелярии.
3 декабря 1914 года митрополитом Птолемаидским Келадионом пострижен в монашество с именем Венедикт, а на следующий день был рукоположён в сан диакона.
Во время боевых действий в Палестине в годы первой мировой войны вместе с Патриархом Дамианом и Священным Синодом выехал из Иерусалима в Дамаск.
С 23 декабря 1918 года находился на службе в Патриархии и исполнял обязанности патриаршего протодиакона.
9 сентября 1921 года синодальным решением направлен в Афины для обучения в Афинском университете, где он обучался на юридическом факультете, который окончил в 1925 году. Также изучал богословие в том же университете.
В 1927 года направлен в Лозанну в качестве представителя Иерусалимского патриархата на Всехристианской конференции «Вера и церковное устройство».
В феврале 1929 года назначен экзархом Святого Гроба в Афинах. В октябре 1929 года рукоположён в священники и возведен в сан архимандрита.
17 февраля 1946 года был отозван в Иерусалим и назначен постоянным членом Священного Синода, а также юридическим советником Иерусалимской Патриархии.
С 27 февраля 1947 года — председатель комитета Святого Гроба по вопросам недвижимости, а с 1950 года — председателем комитета финансов.

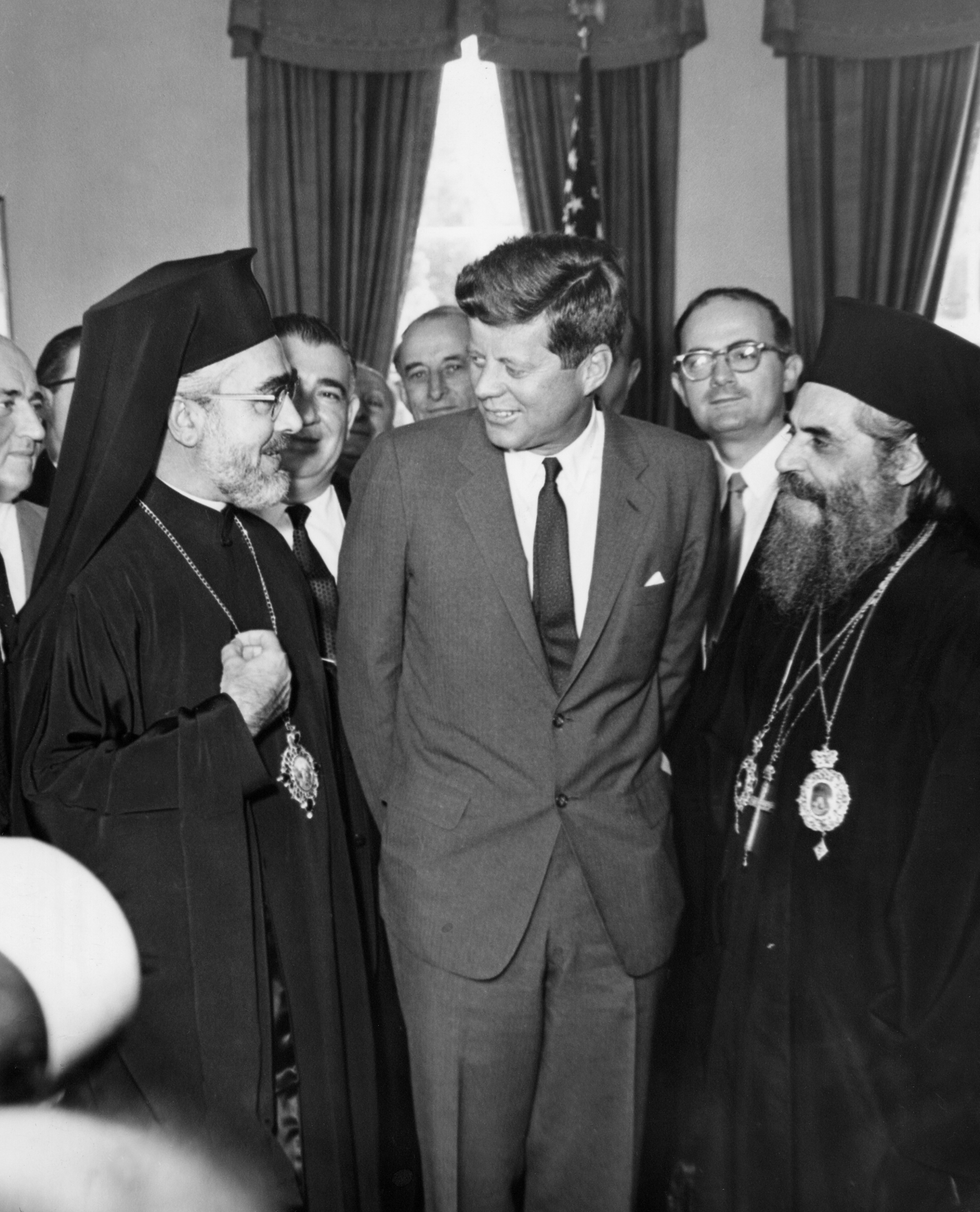
Архиепископ Иаков, Кеннеди и патриарх Венедикт

В 1950 года в качестве представителя Патриархата присутствовал в Женеве на сессии Совета Безопасности ООН, где решался вопрос о Иерусалиме.
18 марта 1951 года в Иерусалимском соборном храме Воскресения Христова рукоположён в сан епископа и назначен на Тивериадскую кафедру.
29 января 1957 года решением Священного Синода избран патриархом Иерусалимским. Интронизация была совершена 1 марта.
Ему удалось разрядить царившую в Палестине вот уже много лет опасную атмосферу неопределенности и нестабильности относительно вопроса о привилегиях и прерогативах Иерусалимского Патриархата на Святых Местах. Патриарх добился даже издания Иорданским государством соответствующего закона от 1 июля 1958 года, который подтверждал за Братством Святого Гроба Господня право владения Святыми Местами, принадлежащими православным греческим монахам, и охранялась их собственность.
Трудился над устроением святынь Святой земли, организацией приходской жизни, учебных, медицинских и социальных учреждений. Сочетал пастырскую деятельность с активной научной работой. За свои труды был награжден Большим крестом короля Георгия, орденами Антиохийского Патриархата, Иорданского королевства, Республики Ливан, святого Дионисия Закинфского, святого Георгия и др.
Укрепил авторитет своего Патриархата посредством разностороннего общения и частых поездок в такие страны как Греция, Соединенные Штаты и Англия, участием членов Священного Синода в ряде Всеправославных Конференций и праздновании тысячелетия Святой Афонской Горы на острове Родос, а также улаживанием неразрешенного на протяжении многих лет вопроса относительно реконструкции Гроба Господня.
Скончался 9 декабря 1980 года. Похоронен 14 декабря 1980 года в церкви Вознесения на Елеонской горе.